# Ben Payal
Ben Payal (Ciutat de Luxemburg, 8 de setembre de 1988) és un jugador de futbol luxemburguès que actualment juga al CS Fola Esch com a centrecampista. Nascut a Ciutat de Luxemburg el 8 de setembre de 1988, Payal va debutar professionalment la temporada 2005/06 amb 17 anys, concretament a les files del Jeunesse Esch. L'estiu del 2007, no obstant, va fitxar pel F91 Dudelange.
A nivell internacional, Ben Payal va debutar amb Luxemburg el setembre de 2006, en un partit amistós contra Letònia.

## Palmarès
- Lliga luxemburguesa: 1

2008